# Noel Turnbull
Oswald Graham Noel Turnbull (Highgate, 20 dicembre 1890 – Whitby, 17 dicembre 1970) è stato un tennista britannico.

## Palmarès

### Olimpiadi
- Oro a Anversa 1920 nel doppio maschile.